# British South American Airways
British South American Airways (BSAA) war eine britische Linienfluggesellschaft mit Sitz in Heathrow bei London, die von 1946 bis 1949 hauptsächlich Strecken nach Lateinamerika betrieb und zum 1. Januar 1950 vollständig in die staatliche British Overseas Airways Corporation (BOAC) als deren Südamerika-Abteilung integriert wurde.

## Geschichte
Die Gesellschaft wurde ursprünglich bereits im Februar 1944 von mehreren Reedereien als British Latin American Airways gegründet, der Name dann aber im Oktober 1945 in British South American Airways geändert. Der Flugbetrieb begann am 1. Januar 1946 mit einem ersten Streckenerprobungsflug nach Buenos Aires. 
Die Gesellschaft nutzte zunächst den in Berkshire gelegenen Werksflugplatz Langley des Unternehmens Hawker Aircraft als Basis, zog aber kurz danach auf den nur sechs Kilometer südöstlich gelegenen Flughafen London um (1966 in „London-Heathrow“ umbenannt). Eine Avro Lancastrian der BSAA war die erste Maschine, die auf diesem im März 1946 eröffneten Flughafen landete.
BSAA nahm ihre erste Linienverbindung am 15. März 1946 auf der Strecke nach Buenos Aires über Lissabon, Bathurst, Natal, Rio de Janeiro und Montevideo auf und beflog diese Route 14-täglich. Sechs Monate später wurden Liniendienste in die Karibik eingerichtet und Bermuda, Jamaika und Caracas bedient. Alle Flüge erfolgten mit modifizierten Bombern des Typs Avro Lancastrian, die keine Druckkabine besaßen und lediglich sehr beengten Platz für 13 Passagiere boten. Weil die meisten transatlantischen Flüge mit Hilfe von Astronavigation durchgeführt wurden, erhielten allen Maschinen individuelle Taufnamen, die mit dem Wort „Star“ (Stern) begannen. Mit der Übernahme von geräumigeren Avro York konnten jeweils 21 Passagiere deutlich komfortabler befördert werden. Parallel dazu wurde der afrikanische Zwischenlandepunkt von Bathurst nach Dakar verlegt. Im Januar 1947 folgte eine neue Strecke nach Santiago de Chile über die Karibik, Barranquilla (inklusive Übernachtung) und Lima.
Die neu ins Amt gekommene Labour-Regierung verstaatlichte BSAA mit Wirkung vom 1. August 1946. 
Im Mai 1947 begann BSAA Versuche mit Luftbetankung, um Nonstopflüge von London nach Bermuda ohne Zwischenlandung auf den Azoren zu ermöglichen. Dabei wurde die Linienmaschine von einer anderen, auf den Azoren stationierten Avro Lancaster im Flug betankt und konnte die Strecke von 6400 km in rund 20 Stunden bewältigen. Trotz etlicher erfolgreicher Nonstopflüge wurde das Projekt nicht weiter verfolgt. 

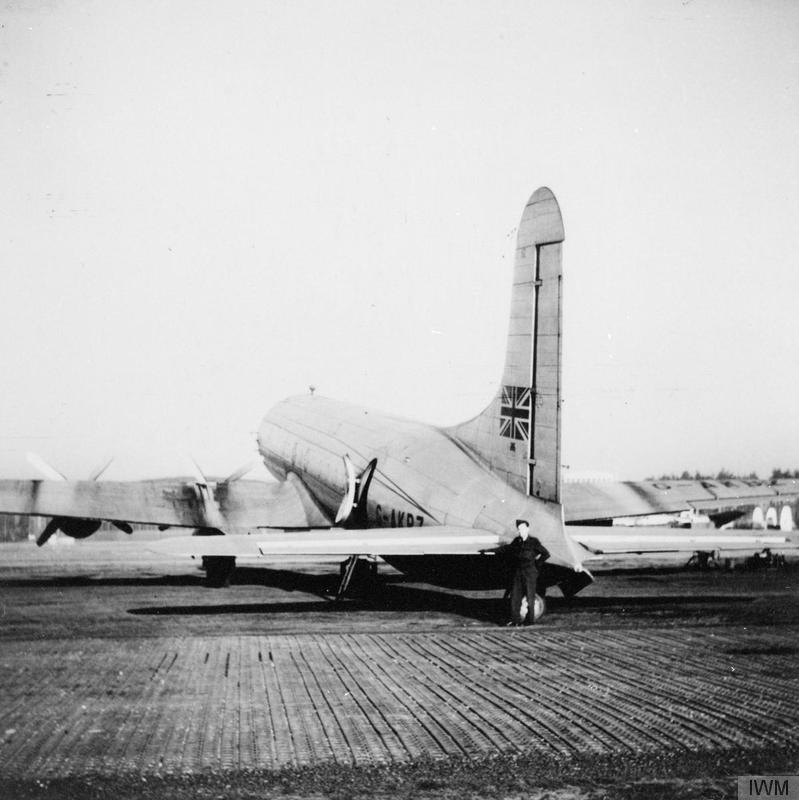
Wunstorf, 1948: Tudor V G-AKBZ, während der Berliner Luftbrücke

Im Jahr 1947 kaufte BSAA die in der Karibik mit Vickers Viking aktive British West Indian Airways (BWIA) auf. Im Januar 1949 wurde dann auch die Bahamas Airways übernommen, die u. a. Strecken nach Miami und Palm Beach in Florida betrieb. 
Auf diesen Routen kamen Flugboote der Typen Grumman Goose, Consolidated Catalina, Consolidated Commodore sowie Republic Seabee zum Einsatz.
Ebenfalls 1947 wurden sechs der allerersten Strahlflugzeuge des Typs De Havilland Comet 1 bestellt, die allerdings nicht mehr zur Auslieferung kamen. Als Übergangslösung wurde aus patriotischen Gründen keines der modernen US-amerikanischen Flugzeugmuster gewählt, sondern die britische Avro Tudor, die von der staatlichen British Overseas Airways Corporation (BOAC) als „völlig ungeeignet“ abgelehnt worden war, aber immerhin über eine Druckkabine verfügte und 32 Passagiere auch auf Langstrecken befördern konnte.
Eine unerwartete Einnahmequelle eröffnete sich durch die Teilnahme von BSAA an der Berliner Luftbrücke. Fünf günstig erworbene Avro Tudor V wurden neun Monate lang zur Frachtbeförderung von Wunstorf aus eingesetzt.
Die Cockpitbesatzungen bestanden zum größten Teil aus früheren Bomberpiloten. Für die zivile Luftfahrt entscheidende Sicherheitsfaktoren wie Benutzung von Checklisten, Einhaltung von Höchstdienstzeiten oder Typenerfahrung spielten im Flugbetrieb der BSAA oft keine allzu große Rolle. Daher blieben Flugunfälle auf den anspruchsvollen Strecken nicht aus, die durch lange Überwasserstrecken, fehlende Bodennavigationshilfen, schlechte Funkverbindungen, Überfliegen hoher Bergketten und Wetterprobleme gekennzeichnet waren. In den vier Jahren ihrer Existenz verzeichnete BSAA zehn Totalverluste, davon 6 tödliche Unfälle (siehe unten: Zwischenfälle). 
Nachdem schon im Januar 1948 eine Avro Tudor auf dem Weg nach Bermuda im Westatlantik mit 31 Personen an Bord spurlos verschollen war, verschwand fast genau ein Jahr später eine andere Tudor zwischen Bermuda und Kingston (Jamaika) ebenso mysteriös, diesmal mit 20 Menschen. Daraufhin wurde ein Flugverbot für die Tudor IV als Passagierflugzeug verhängt. Dies alles erhöhte weder das Vertrauen in den Flugzeugtyp noch in BSAA und löste letztlich die Übernahme der Gesellschaft durch die BOAC aus, die am 30. Juli 1949 wirksam wurde. Zum 1. Januar 1950 wurde BSAA dann vollständig in die BOAC als deren Südamerika-Abteilung integriert und verschwand auch als Marke.

## Flotte

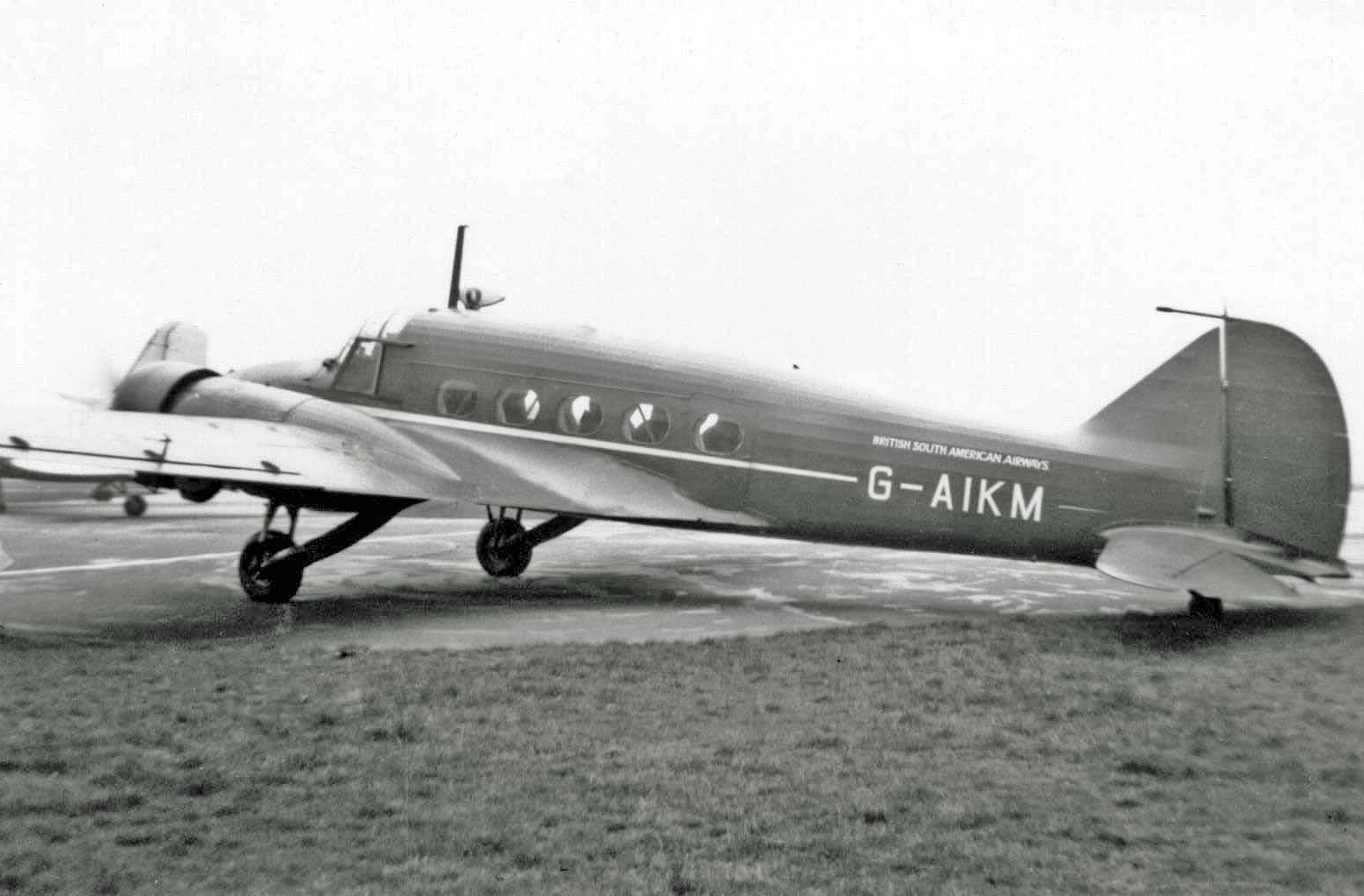
BSAA's Avro Anson G-AIKM, Manchester 1949

Bei der Übernahme durch BOAC im September 1949 bestand die Flotte aus
- 1 Avro Lancaster
- 1 Avro Lancastrian
- 15 Avro York
- 6 Avro Tudor 1
- 1 Avro Tudor 4B
- 5 Avro Tudor 5

Als Verbindungs- und Crewtransportflugzeug war vorher noch eingesetzt: 
- 1 Avro 19 (Anson XIX)

## Zwischenfälle

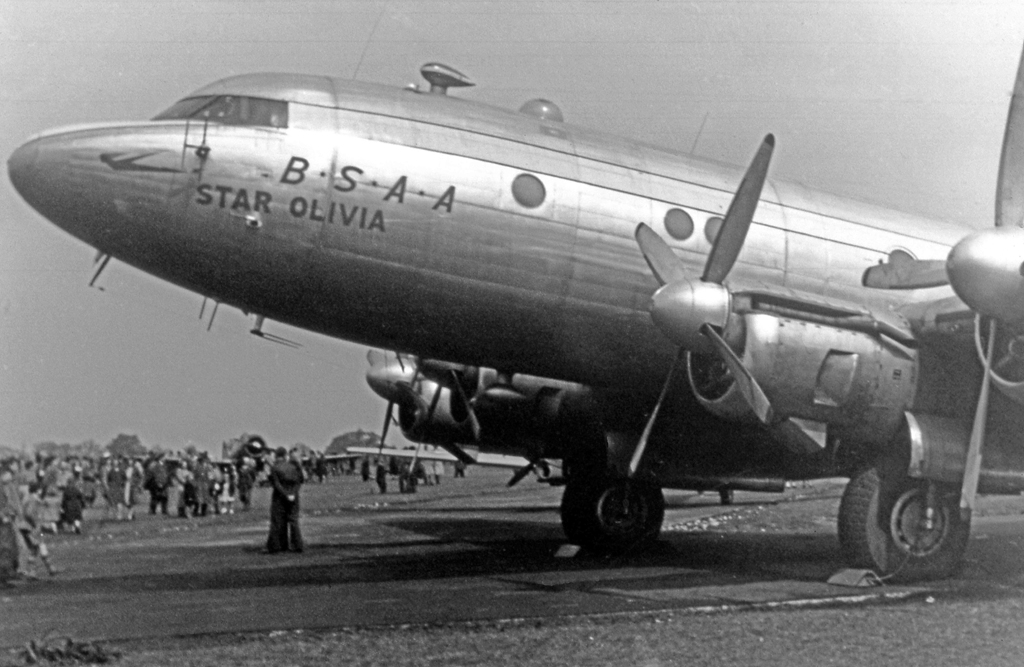
Tudor IVB G-AHNI, Schwestermaschine der beiden über dem Atlantik verschwundenen Tudors, Woodford, 1949

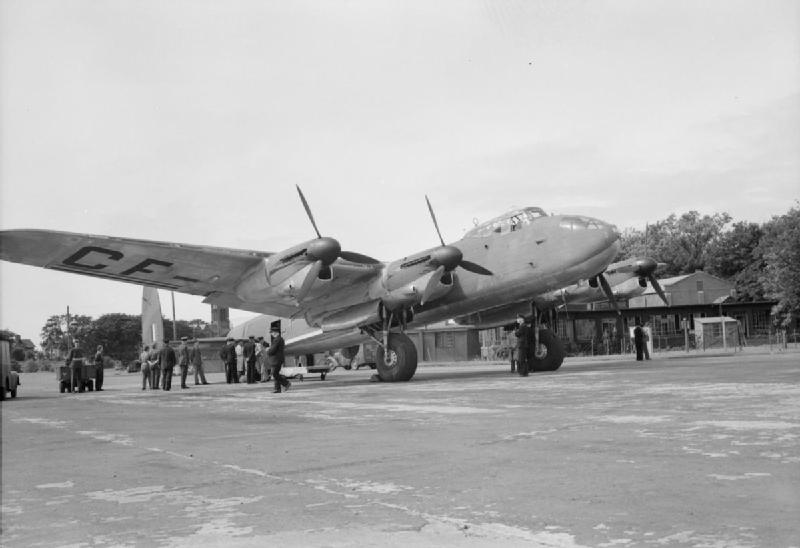
Transportversion der Avro Lancaster, Prestwick, 1944

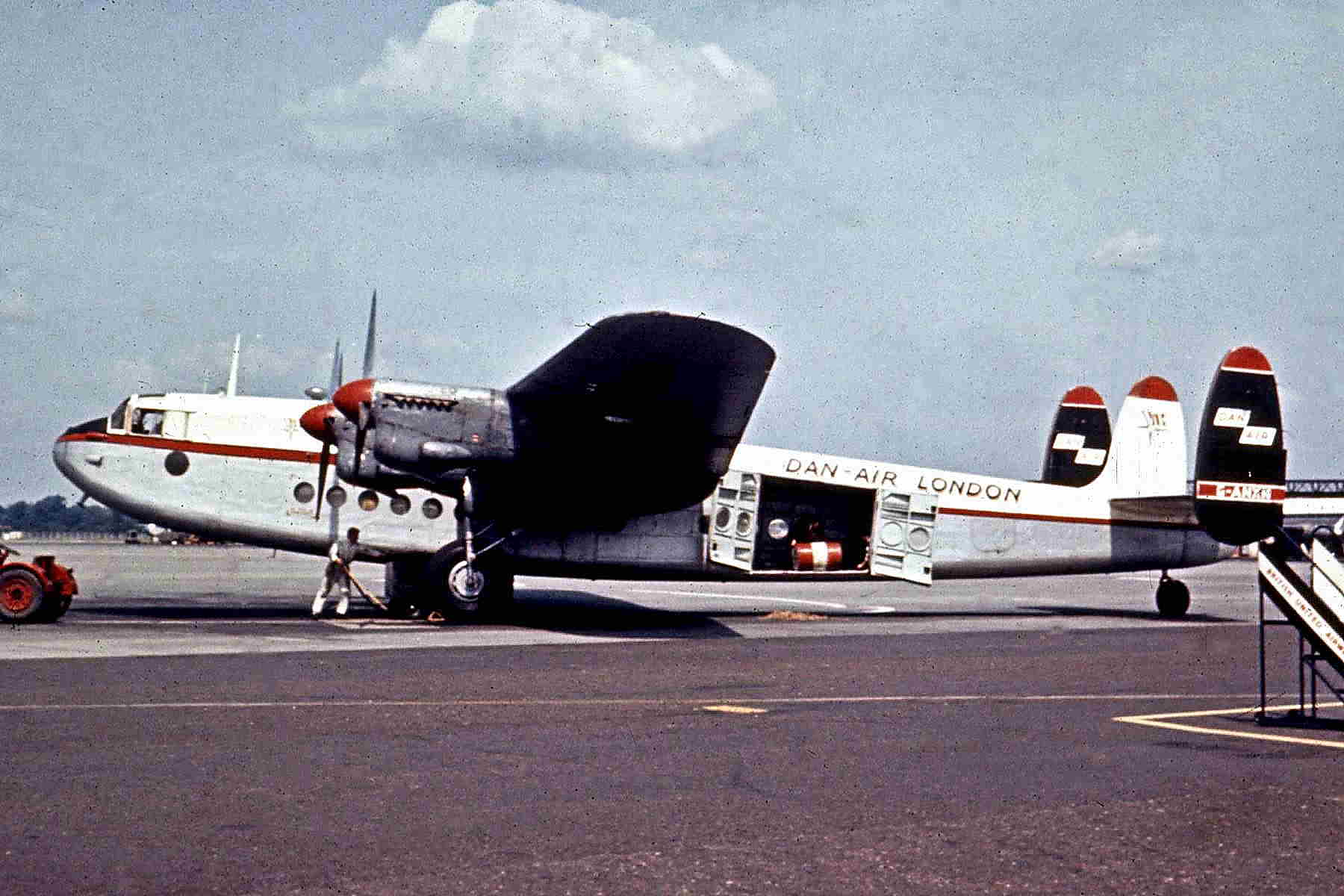
Eine Avro York der Dan-Air

Von der Gründung 1945 bis zur Betriebseinstellung im Juli 1949 kam es bei British South American Airways zu 10 Totalschäden von Flugzeugen. Bei 6 davon kamen insgesamt 95 Menschen ums Leben. Vollständige Liste:
- Am 30. August 1946 schwenkte eine Avro 691 Lancastrian C.3 der British South American Airways (Luftfahrzeugkennzeichen G-AGWJ) bei der Landung auf dem Flugplatz Jeshwang (Bathurst, Britisch-Westafrika) von der Landebahn herunter und  wurde irreparabel beschädigt. Alle 6 Insassen, Besatzungsmitglieder und Passagiere, überlebten den Unfall.[9]

- Am 7. September 1946 stürzte eine Avro York (G-AHEW) auf dem Flug nach Natal (Brasilien) kurz nach dem Start vom Flughafen Bathurst, Gambia, drei km südlich des Flughafens ab und explodierte. Alle 24 Menschen an Bord kamen ums Leben (siehe auch Flugunfall einer Avro 685 York in Gambia 1946).[10]

- Am 13. April 1947 wurden bei einer Bruchlandung einer Avro York (G-AHEZ) auf dem Flughafen Dakar-Yoff in schlechter Sicht sechs Passagiere getötet, die anderen neun Insassen überlebten.[11]

- Am 2. August 1947 meldete die Besatzung der Avro 691 Lancastrian G-AGWH auf dem Flug von Buenos Aires nach Santiago de Chile ihren Anflug auf Santiago de Chile, die Maschine kam dort aber nie an. Offenbar hatte die Besatzung die eigene Position falsch berechnet und war in einem Schneesturm in etwa 4600 m Höhe gegen den Berggipfel des Tupungato, Argentinien, geflogen. Alle 11 Insassen, sechs Passagiere und fünf Besatzungsmitglieder wurden getötet. Das Flugzeug blieb vermisst, bis man im Jahr 2000 einige Wrackteile in den Anden fand (siehe auch Flugunfall der Star Dust).[12]

- Am 5. September 1947 streifte eine Avro Lancastrian (G-AGWK) während des Landeanflugs auf den Bermuda International Airport1) einen Funkmast und wurde irreparabel beschädigt. Alle 20 Menschen an Bord überlebten.[13]

- Am 23. Oktober 1947 machte eine Avro 691 Lancastrian B.3 der British South American Airways (G-AGUL) bei der Landung auf dem Flughafen London Heathrow (England) einen Ringelpiez und wurde dabei irreparabel beschädigt. Alle Insassen überlebten den Unfall.[14]

- Am 13. November 1947 kehrte eine Avro Lancastrian (G-AGWG) auf dem Flug vom Bermuda International Airport1) zum Flughafen Santa Maria (Azoren) wegen eines Triebwerksausfalls um. Bei der Notlandung setzte die Maschine vor der Landebahn auf und wurde zerstört. Alle 16 Insassen überlebten.[15][16]

- Am 30. Januar 1948 verschwand eine Avro Tudor 4 (G-AHNP) mit 31 Menschen an Bord spurlos über dem Westatlantik zwischen Santa Maria (Azoren) und Bermuda (siehe auch Verschwinden der Star Tiger).[17]

- Am 5. Januar 1949 brach bei einer Avro York (G-AHEX) im Steigflug ein nicht löschbarer Triebwerksbrand aus. Bei der erforderlichen Notlandung nahe Caravelas Bay, Brasilien wurden drei Passagiere getötet, die anderen zwölf Insassen überlebten (siehe auch Flugunfall einer Avro York in Brasilien 1949).[18]

- Am 17. Januar 1949 verschwand eine Avro Tudor 4B (G-AGRE) mit 20 Menschen an Bord über dem Westatlantik spurlos zwischen Bermuda und Kingston (Jamaika) (siehe auch Verschwinden der Star Ariel).[19]

1) Alle Arten von Flug- und Schiffsunfällen im sogenannten „Bermudadreieck“ machten zu jener Zeit sofort Schlagzeilen auf den Titelseiten.